# Ferdinand Maria Franz von Neuhaus
Ferdinand Maria Franz Freiherr von Neuhaus (* 1655; † 7. Dezember 1716 in München) war Obristkämmerer des bayerischen Kurfürsten Maximilian II. Emanuel.

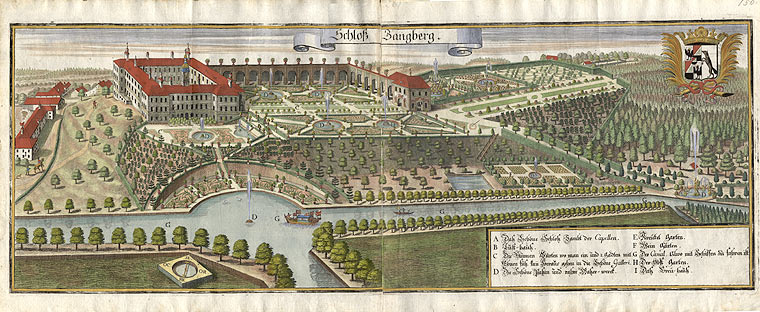
Michael Wening: Schloss Zangberg, Anfang 18. Jh.

Ferdinand Maria kam 1655 als Sohn von Franz Freiherr von Neuhaus und Johanna Franziska, geb. Gräfin von Maxlrain auf die Welt. Er wurde nach dem Namen des damals regierenden Kurfürsten Ferdinand Maria genannt. Er studierte ab 1671 an der Benediktiner-Universität zu Salzburg. Nachdem er auf die ihm zugewiesenen Pfründe 1682 in Regensburg verzichtet hatte, heiratete er Anna Dorothea Adelheid Freiin von Muggenthal auf Hexenagger, die nach vier Geburten bereits 1689 verstarb. 
Im Jahr 1685 wurde Neuhaus Kämmerer am Hof des Kurfürsten Max Emanuel. 1688 bis 1689 war er kurzzeitig kurkölnischer Gesandter beim Heiligen Römischen Reich in Regensburg, 1689 erhielt er den Titel Geheimer Rat und sieben Jahre später wurde er zum wirklichen Geheimen Rat befördert. Damit gehörte er zu den führenden Beamten in Kurbayern. 1701 wurde er Obristhofmeister der Kurfürstin Therese Kunigunde von Polen, 1702 Obristkämmerer, damals das zweithöchste Hofamt, und zugleich auch unbestallter Generalbaudirektor des Hofes. In dieser Eigenschaft war Neuhaus unter anderem für den Ausbau des Nymphenburger Schlosses und von Schloss Schleißheim verantwortlich. Unter seiner Leitung wirkten Giovanni Antonio Viscardi, Joseph Effner, Caspar Zugalli und Francesco Marazzi.
Auch in der Außenpolitik spielte Neuhaus eine wichtige Rolle, da er 1705 den Treueeid auf den Kaiser geschworen hatte (und außerdem mit einer reichsunmittelbaren Adeligen verheiratet war), konnte er während des Spanischen Erbfolgekrieges zwischen Bayern und Österreich vermittelnd wirken.
Im Jahr 1684 ließ Neuhaus von Antonio Riva in Zangberg ein Schloss mit barockem Lustgarten und Wasserspielen erbauen, das für einen einfachen Adelssitz gewaltige Ausmaße hatte. Das erklärt auch die hohen Schulden, die er seiner Familie hinterließ. Seine Stadtwohnung in München war ab 1703 das damalige Neuhaus-Perfall in der Prannerstraße, später auch Preysing Palais genannt.
Neuhaus starb 1716 in München und wurde auf Schloss Zangberg beerdigt.